# Thaya (Autriche)
Pour les articles homonymes, voir Thaya (homonymie).
Thaya est une commune autrichienne du district de Waidhofen an der Thaya en Basse-Autriche.